# Cheilanthes recurvata
Cheilanthes recurvata là một loài thực vật có mạch trong họ Adiantaceae. Loài này được Baker mô tả khoa học đầu tiên năm 1878.